# Comuna de Pęczniew
Pęczniew (polaco: Gmina Pęczniew) é uma gminy (comuna) na Polónia, na voivodia de Lodz e no condado de Poddębicki. A sede do condado é a cidade de Pęczniew.
De acordo com os censos de 2004, a comuna tem 3733 habitantes, com uma densidade 29,1 hab/km².

## Área
Estende-se por uma área de 128,38 km², incluindo:
- área agricola: 61%
- área florestal: 11%

## Demografia
Dados de 30 de Junho 2004:
|                      | Total   | Total | Mulheres | Mulheres | Homens  | Homens |
| -------------------- | ------- | ----- | -------- | -------- | ------- | ------ |
|                      | pessoas | %     | pessoas  | %        | pessoas | %      |
| População            | 3733    | 100   | 1908     | 51,1     | 1825    | 48,9   |
| Densidade (pop./km²) | 29,1    | 100   | 14,9     | 14,9     | 14,2    | 14,2   |

De acordo com dados de 2002, o rendimento médio per capita ascendia a 1281,24 zł.

## Subdivisões
- Borki Drużbińskie, Brodnia, Brodnia-Kolonia, Brzeg, Drużbin, Dybów, Ferdynandów, Jadwichna, Kraczynki, Księże Młyny, Księża Wólka, Lubola, Osowiec, Pęczniew, Popów, Przywidz, Rudniki, Siedlątków, Wola Pomianowa, Zagórki.

## Comunas vizinhas
- Dobra, Poddębice, Warta, Zadzim